# Stolichnaya
Stolichnaya (Russisch: Столичная, "hoofdstedelijk", Nederlandse transcriptie: Stolitsjnaja) is een Russisch wodkamerk. Het werd oorspronkelijk gemaakt in Ruslands oudste distilleerderij genaamd "Moskouwer staats-wijnmagazijn nr. 1"  (Московский казенный винный склад № 1), tegenwoordig de Kristall-distillerderij (АО «Московский завод „Кристалл“»),een distilleerderij die al in 1901 werd geopend. Volgens het merk wordt er wintertarwe en puur gletsjerwater gebruikt om de wodka te maken.
Het merk Stolichnaya werd in 1938 gedeponeerd en internationaal geïntroduceerd in 1953. Sinds het uiteenvallen van de Sovjet-Unie in 1991 bestaat er een geschil met betrekking tot het eigendomsrecht van de merknaam tussen het Russische staatsbedrijf FKP Sojoezplodoimport en de in Luxemburg gevestigde Spirits International Group. In de Benelux werd dit geschil na een langdurige juridische strijd in het voordeel van het eerstgenoemde bedrijf beslecht, en was sinds september 2015 – na een afwezigheid van 25 jaar – uitsluitend nog de door Sojoezplodoimport geproduceerde versie op de markt toegelaten.. Na een veiling van de merknamen in juni 2024 is SPI opnieuw eigenaar van de merknamen geworden.

## Prijzen
Stolichnaya won zijn eerste gouden medaille op de Brusselse wereldtentoonstelling in 1958 en het duurde niet lang voordat het nog een gouden medaille won op de internationale Leipziger Messe in 1963. De gouden medailles zijn ook te vinden op het label van de fles. Voor de rest is het label nog precies zoals Andrej Borisovitsj Johanson het in 1953 heeft ontworpen.

## Juridische strijd om merknaam
Stolichnaya wordt geëxporteerd door de Russische staatsonderneming Sojoezplodoimport (SPI). Volgens de Russische overheid is dit bedrijf het enige met een officiële exportlicentie voor Stolichnaya. De meeste wodka die momenteel buiten Rusland onder de naam Stolichnaya op de markt wordt gebracht, is echter geproduceerd in Letland door het in Luxemburg gevestigde bedrijf Spirits International van de Russische zakenman Yuri Schefler (eveneens afgekort als SPI), dat claimt in de chaos na het uiteenvallen van de Sovjet-Unie de merkrechten te hebben verworven. Sinds 2001 woedt er daarom een hevige internationale juridische strijd tussen Sojoezplodoimport en Spirits International. In Nederland bepaalde de rechtbank in Rotterdam – na een reeks in het nadeel van het laatstgenoemde bedrijf beslechte rechtszaken sinds 2006 – op 25 maart 2015 dat Spirits International de Benelux-merkregistraties moest overdragen. De uitspraak werd in februari 2020 in hoogste instantie bevestigd door de Hoge Raad.
Het merk Stoli mocht Spirits wél blijven gebruiken omdat dat volgens de rechtbank niet tot verwarring zou leiden. Op 7 augustus 2015 echter verbood de rechtbank in Den Haag Spirits International ook flessen wodka met de merknaam Stoli in de Benelux op de markt te brengen, omdat die naam – mede in combinatie met de nieuwe vormgeving van het etiket – te veel associaties met het merk Stolichnaya zou oproepen.
In juni 2024 wisselden de merken Stolichnaya en Moskovskaya opnieuw van eigenaar, nu door een veiling in verband met de schadevergoeding die de Rusland verschuldigd is aan de (voormalig) aandeelhouders van het olieconcern Yukos. De aandeelhouders legden beslag op Russische staatsbezittingen en dwongen de verkoop van de merkenrechten af. Spirits International won deze veiling met een bod van 1,6 miljoen euro.

## Spirits International

### Smaken
De Stolichnaya ("Stoli") geproduceerd door Spirits International won in 2005 een dubbele gouden medaille voor de beste wodka op de San Francisco World Spirits-competitie, en is, naast de naturel-variant, ook verkrijgbaar met verschillende smaken zoals:
- Sinaasappel (Stolichanaya Ohranj)
- Peper en Gember (Stolichnaya Gold)
- Vanille (Stolichnaya Vanil)
- Framboos (Stolichnaya Razberi)
- Bosbes (Stolichnaya Blueberi)
- Citroen (Stolichnaya Citros)
- Veenbes (Stolichnaya Cranberi)
- Aardbei (Stolichnaya Strasberi)
- Perzik (Stolichnaya Peachik)

Deze varianten bestaan met alcoholpercentages van 37,5%, 40% en 50%.

### Elit
Spirits International produceert diverse smaken wodka, waaronder Elit (Элит). Stolichnaya lanceerde dit product in 2004 als een soort van kroon op het wodka-assortiment. Elit is volgens de makers een 'plain' wodka met de zachte smaak van anijs en de pittigheid van wat peper, dat zorgt voor een zachte, pittige nasmaak.

## Trivia
- In het nummer Me Nikes van The Opposites ft. Sef wordt er een aantal keer verwezen naar een Stoli.
- In het nummer Stoli van Mr. Polska & Watts wordt er ook gerapt over Stolichnaya-wodka.
- In het nummer Laatste Meijer van Faberyayo wordt er verwezen naar een Stoli.